# パコ・カマラサ
フランシスコ（パコ）・ホセ・カマラサ・カステジャール（Francisco 'Paco' José Camarasa Castellar、1967年9月27日）は、スペイン・バレンシア州ラフェルブニョル出身の元同国代表サッカー選手。ポジションはディフェンダー。

## クラブ経歴
カマラサはバレンシア州のラフェルブニョルで生まれた。1987-88シーズン、レアル・ソシエダ戦でトップチームデビューを果たしてから13年間に渡るプロキャリアをバレンシアCF一筋で全うした。バレンシアでは公式戦300試合以上に出場し、2000年に現役を引退した。
現役引退後すぐにバレンシアの職員として働き始めた。2020年3月、新型コロナウイルスに感染したことが発表された。

## 代表経歴
スペイン代表通算14試合出場。1994年夏には1994 FIFAワールドカップの代表メンバー入りを手にし、背番号4番をつけて大会に臨んだ。大会ではグループリーグのドイツ代表戦、ベスト16のスイス代表戦 (3-0)に出場した。

## タイトル
バレンシア
- コパ・デル・レイ : 1回 (1998-99)
- UEFAインタートトカップ : 1回 (1998)